# Lasioglossum gorkiense
Lasioglossum gorkiense är en biart som först beskrevs av Blüthgen 1931.  Lasioglossum gorkiense ingår i släktet smalbin, och familjen vägbin. Inga underarter finns listade i Catalogue of Life.